# Tinco Martinus Lycklama à Nijeholt (1837-1900)
Tinco Martinus Lycklama à Nijeholt (Beetsterzwaag, 9 juli 1837- Cannes, 7 december 1900) was een Friese jonkheer, avonturier, socialite - en een van de eerste oriëntalisten in Nederland. Hij vertrok op 28-jarige leeftijd vanuit Parijs, via Rusland en de Kaukasus naar het Midden-Oosten, voor een persoonlijke ontdekkingsreis die ruim drie jaar duurde. Hij vergaarde een unieke collectie oosterse schilderijen en voorwerpen, waarmee hij te Beetsterzwaag een museum begon. Over zijn reiservaringen schreef hij een vierdelig boek. Na enkele jaren, echter, besloot hij zich in Cannes te vestigen. Zijn collectie schonk hij in 1877 aan het stadsbestuur. Zijn schenking lag aan de basis van het huidige stadsmuseum van deze Zuid-Franse stad. Tinco Lycklama werd een spilfiguur in de lokale elite, en bleef een burger van Cannes tot aan zijn dood.

## Familiale achtergrond
Tinco Lycklama was de oudste van de zeven kinderen van Jan Anne Lycklama à Nijeholt (1809-1891), burgemeester van Opsterland en lid van de Provinciale Staten van Friesland, en diens echtgenote Ypkjen Hillegonda van Eysinga (1815-1854). Hij werd vernoemd naar zijn grootvader, die grietman was van Ooststellingwerf (1788-1790) en van Utingeradeel (1790-1795).
Tinco verloor zijn moeder op 16-jarige leeftijd. Later schreef hij dat zij hem de zin voor vreemde talen en culturen bijbracht. Twee broers en twee zussen overleden jong. Zijn zus Eritia Ena Romelia Lycklama à Nijeholt (1845-1902) en broer Augustinus Lycklama à Nijeholt (1842-1906) zouden hem overleven.
Geboren in een gereformeerd milieu trad hij later tot de rooms-katholieke kerk toe, onder diverse invloeden opgedaan tijdens zijn verblijf in Palestina. Hij trad op 21 juli 1875 te Oosterhout in het huwelijk met de katholieke Juliana Agatha Jacoba thoe Schwartzenberg en Hohenlansberg (Oosterhout, 11 juni 1845 - Leeuwarden, 11 juni 1914), dochter van Gemme Onuphrius Tjalling Burmania, baron thoe Schwartzenberg en Hohenlansberg (1806-1862) en Hendrika de Hoogh (1803-1880). Aangezien zij de titel van barones van haar vader geërfd had, stond jonkheer Tinco Lycklama later in Cannes vooral bekend als "le Baron Lycklama" (ten onrechte) en soms als "le Chevalier Lycklama". Het echtpaar bleef kinderloos.

## Tinco’s jonge jaren te Beetsterzwaag
Tinco groeide op in een zeer comfortabel aristocratisch milieu, de familie Lycklama à Nijeholt, dat zijn rijkdom onder meer stoelde op verveningen, geërfd grondbezit, goede huwelijken, en belangrijke functies in Friesland. Hij bracht zijn jeugd door in zijn geboortehuis aan de Hoofdstraat 80 te Beetsterzwaag (vandaag bekend als het Lycklamahuis). Zijn zus Eritia zou dit huis in 1891 erven, na het overlijden van vader Jan Anne.
Toen hun moeder overleed, in 1854, ging hun goed verderop op de Hoofdstraat 46 – het Eysingahuis – over in gezamenlijk bezit van vader en de overlevende kinderen. Later, in 1868, werd Tinco hiervan de enige eigenaar.
Tinco studeerde vanaf september 1856 rechten aan de universiteit te Groningen. Na 1861 zou hij echter vooral te Parijs verblijven en studeren, met name aan de École des Langues Orientales.

## Op ontdekking naar het Oosten

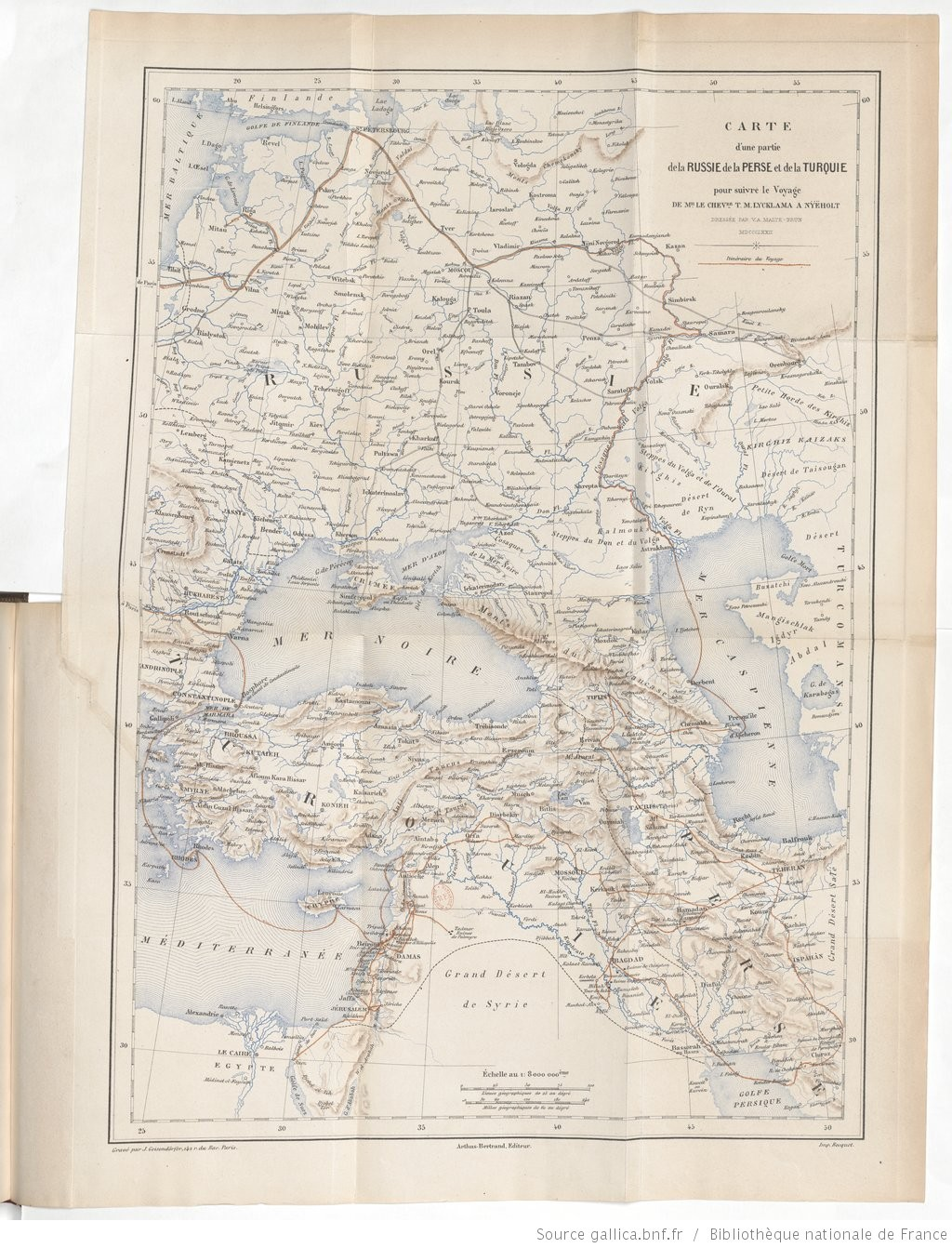
Kaart van de reis ondernomen door Tinco Lycklama in 1865-1868 (Bron: "Voyage...", collectie BNF/Gallica)

Te Parijs vatte Tinco Lycklama het plan op voor een ontdekkingsreis door het Midden-Oosten. Hij wilde vooral naar Perzië en Syrië. In tegenstelling tot vele anderen in zijn tijd (zo schreef hij) die eerder interesse hadden voor Amerika en het Verre Oosten, was hij reeds vroeg gefascineerd door de geschiedenis en de cultuur in de Levant en Mesopotamië. Hij had niet de pretentie de historie van de regio te herschrijven: hij wou vaak onbekende (zelfs miskende) gebieden observeren en zijn ervaringen delen met zijn lezers vanuit een breed perspectief (ook het toeristische). Hij ging echter veel verder dan dat. Zijn vaak unieke vondsten en archeologisch werk leverden hem faam op waardoor hij kan beschouwd worden als een van de eerste oriëntalisten van Nederland. Met name de objecten en kennis die hij meebracht uit Iran vereenzelvigen hem met onze moderne kennis over de Qajardynastie, die over Perzië regeerde in de periode 1789-1925.
Tinco vertrok in april 1865 vanuit Parijs via Berlijn naar Rusland, om vandaaruit zuidwaarts te trekken over de Kaukasus naar Teheran. De meeste reizigers in die tijd verkozen rechtstreeks via zee of Turkije. Tinco koos voor deze route na het lezen van de reisverhalen van de 17de-eeuwse reizigers als Jean-Baptiste Tavernier (1605-1689), Adam Olearius en Cornelis de Bruijn.
In april 1866 kwam hij te Teheran aan en verbleef er zes maanden. Nadien trok hij het land rond en bereikte tevens Bagdad en ander steden in het hedendaagse Irak. In september 1867 trok hij naar Syrië en doorkruiste gedurende acht maanden het hele land. Hij bezocht vervolgens ook Palestina en Jeruzalem gedurende een tweetal maanden, en verbleef ten slotte nog een tijdje opnieuw in Syrië.
In september 1868 verliet hij het Nabije Oosten, en bereikte hij - via Constantinopel, Varna, Pest en Wenen - uiteindelijk op 5 oktober 1868 zijn geboorteplek Beetsterzwaag.

## Een formidabele collectie, een formidabel boek

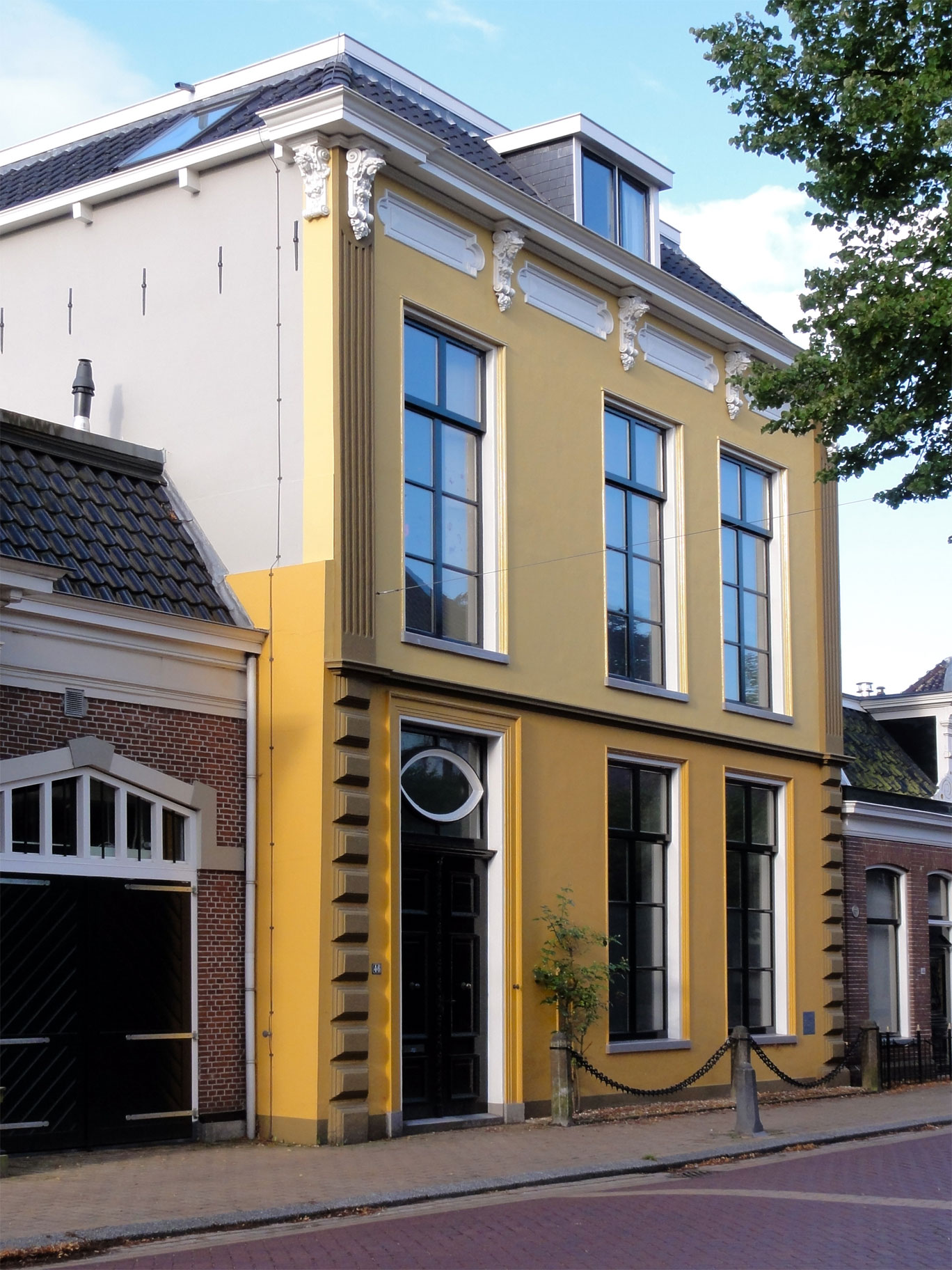
Eysingahuis - Hoofdstraat 46 te Beetsterzwaag (NL). Woning van Tinco tussen 1868-1872 en eerste locatie van de Lycklama collectie

Tinco Lycklama nam meteen zijn intrek in het Eysingahuis dat (in 1868) zijn volle eigendom was geworden. Hij vatte meteen plannen op om het huis te verbouwen en uit te breiden met het doel er naast zijn woonstee zijn enorme collectie voorwerpen onder te brengen. In feite maakte hij er meteen een museum van.
Heel wat stukken waren trouwens op dat moment nog onderweg vanuit het Midden-Oosten, dus het museum nam met de maanden in omvang toe. In 1870 trok hij een Franse secretaris aan, Ernest Massenot, die als specifieke opdracht had om alle objecten te catalogiseren en te beschrijven. Dit resulteerde eind 1871 in een eerste (onvolledige) inventaris van Lycklama's collectie.
Het ging om een zeer gevarieerde collectie, waaronder juwelen en schilderijen, maar ook kleding en archeologische vondsten. Heel wat objecten werden niet meteen naar hun echte waarde ingeschat, maar de groeiende internationale reputatie en belangstelling voor de collectie zou daar verandering in brengen.
Een van de factoren in Tinco’s toenemende bekendheid was de publicatie van zijn reisverhalen. Hij begon met het schrijven tijdens zijn eerste verblijf in Cannes.
Tinco kwam uitgeput van zijn reizen terug in 1868, en trok kort daarna naar het Zuid-Franse Cannes om daar in een gezond en mild klimaat te herstellen. Die stad – in 1840 nog een groot dorp van 4.000 inwoners – was inmiddels onder impuls van de Engelse aristocraat Lord Brougham aan het uitgroeien tot hét overwinteringsoord voor de Noord-Europese elites. Tinco trof er dus niet enkel een prettig klimaat maar ook een goed gehoor voor zijn verhalen, die doorspekt waren met excentrieke trekjes.
Hij reisde vervolgens op en neer tussen Beetsterzwaag en Cannes, en begon toen te werken aan de redactie en publicatie van zijn verhalen. Het werd uiteindelijk een boekwerk in vier delen met in totaal ruim 2.200 pagina's , vol met observaties over cultuur, politiek, kunst, natuur, personaliteiten... Van 1872 tot 1875 kwam elk jaar een nieuw deel uit bij uitgevers te Parijs en Amsterdam.
Inmiddels besloot Tinco Beetsterzwaag definitief vaarwel te zeggen. Hij hoefde niet te werken voor de kost en kon dankzij verstandige beleggingen inkomsten genereren en in groot comfort leven. Hij vestigde zich definitief te Cannes.

## Le “Baron Lycklama”

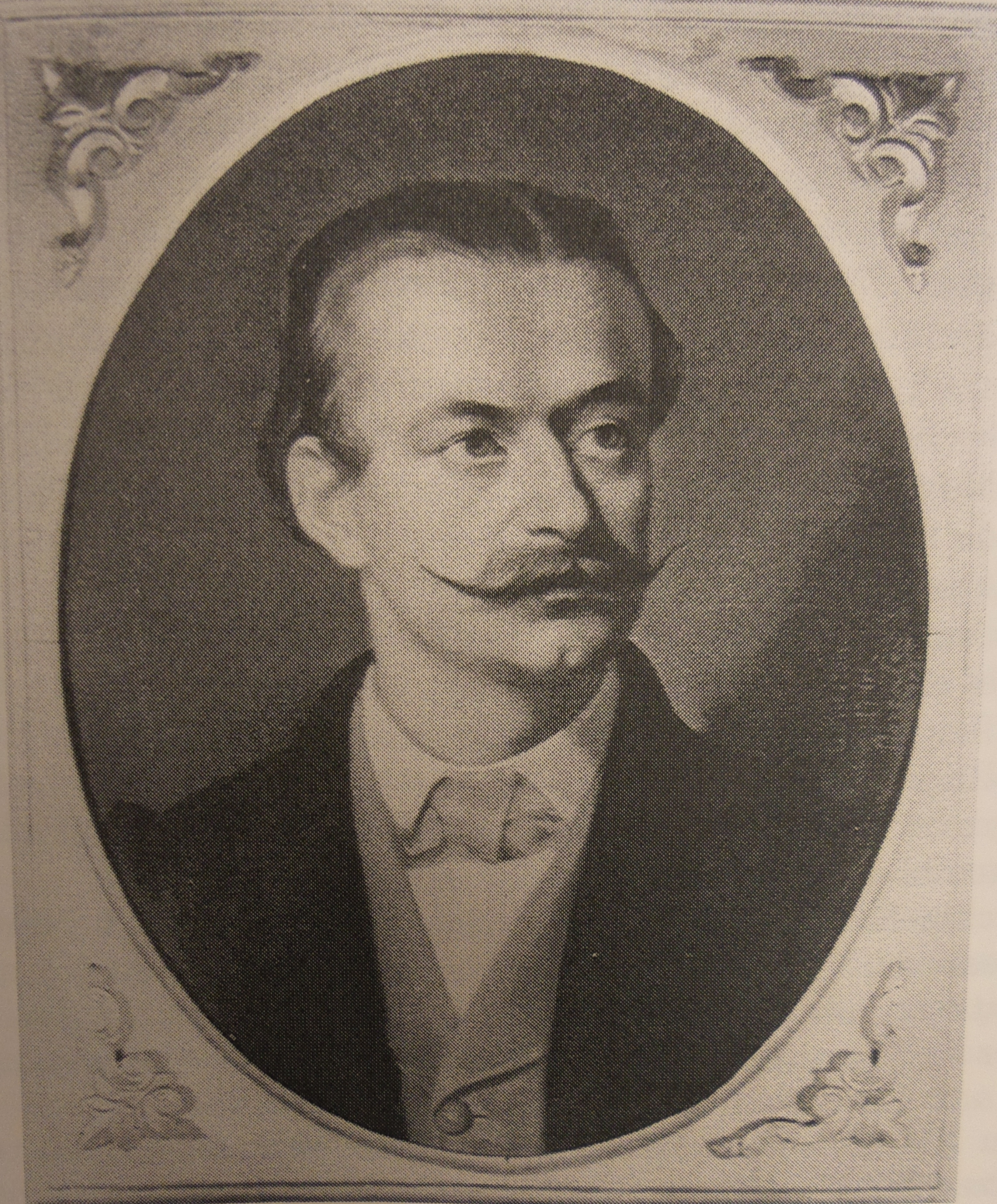
Tinco Lycklama, ongedateerd (Bron : Annales de la Société Scientifique et Littéraire de Cannes)

Zijn verhuizing naar Cannes vond al plaats voor de publicatie van het eerste deel van zijn boek, eind 1872. En daarmee was ook zijn Lycklama-museum in het Eysingahuis te Beetsterzwaag een kort leven beschoren, want de hele collectie verhuisde mee.
Hij nam zijn intrek in de luxueuze Villa Escarras, gelegen aan de huidige Boulevard Carnot (ongeveer ter hoogte van de rue Lord Byron). In dit tijdperk was Cannes nog grotendeels een oud pittoresk stadje met een toenemend aantal riante villa's ten westen van de Mont Chevalier. Van de vandaag vermaarde Croisette was toen nog amper sprake. De aanleg van de eerste spoorlijn naar Parijs, en een bijhorend treinstation te Cannes in 1863 zouden hierin zeer snel verandering brengen.
Het huis van Lycklama stond in een riant park, omgeven door onbebouwd terrein, met enkele schaarse (doch weelderige) villa’s in de nabije omgeving. De villa stond al snel bekend als de “Villa Lycklama”. In 1875 trouwde Tinco in Oosterhout met de 30-jarige Juliana Agatha Jacoba thoe Schwartzenberg en Hohenlansberg. Ze werden graag geziene gasten bij de sociale elites, die bestonden uit zowel plaatselijke persoonlijkheden als aristocraten en welgestelde burgers uit Parijs, Engeland, Rusland, Pruisen... De gekostumeerde bals bij "le Baron et la Baronne Lycklama" waren befaamd en werden op doek vastgelegd door Pierre Tetar van Elven. Tinco liet zichzelf enkele keren door deze schilder vereeuwigen in rijke Oosterse kledij.
De ontwikkeling van de centrale as rond de toekomstige Boulevard Carnot was voor het echtpaar reden tot de verkoop van hun villa. Ze verhuisden naar andere riante villa's in de buurt. Eén daarvan was de Villa Lycklama in wat meteen ook de 'rue Lycklama' werd gedoopt - een straat die nog steeds bestaat. Hij bezat ook enkele villa's in de buurt van de Chemin du Cannet, opnieuw met de naam Lycklama, maar daarnaast ook een Villa Burmania en een Villa Eritia.

## Lycklama collectie wordt stadsmuseum van Cannes

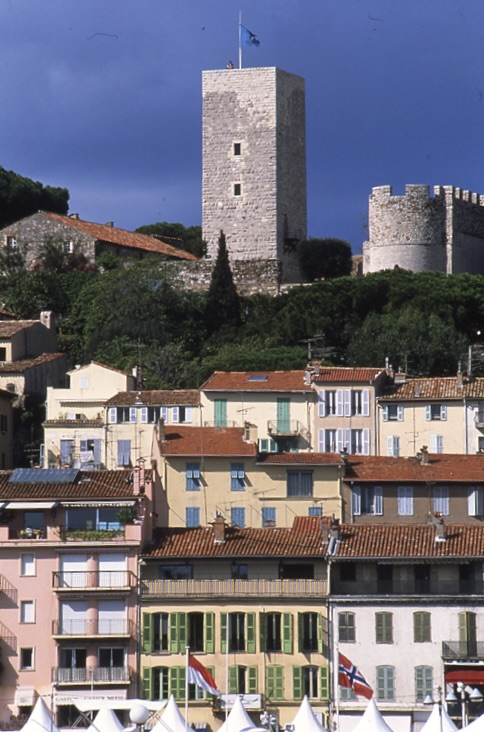
Musée de la Castre, Cannes

Reeds in 1872 trad Tinco Lycklama à Nijeholt toe tot de pas opgerichte "Société des Sciences naturelles, des Lettres et Beaux-Arts" (vandaag 'Société Scientifique et Littéraire de Cannes'). Een zeer erudiet gezelschap waartoe tal van persoonlijkheden hoorden zoals de auteur Guy de Maupassant, Nobelprijswinnaar Frédéric Mistral, maar ook de keizer van Brazilië Pedro II. Tinco was omwille van kennis, ervaring en zijn schitterende verzameling een belangrijke deelnemer aan de werkzaamheden van de sociëteit.
Eind 1877 schonk hij zijn volledige collectie aan de stad Cannes. Enkele maanden later schonk ook de sociëteit haar bibliotheek aan de stad. Beide werden ondergebracht in het stadhuis, waar ook nu nog een Lycklama-zaal bestaat. Deze collecties samen zouden echter de basis vormen voor het toekomstige Musée de la Castre, het officiële stadsmuseum in het oude klooster op de Mont Chevalier, de heuveltop die vandaag bekendstaat als Le Suquet – typisch voor de smalle kronkelende straatjes en talrijke restaurants.
Tot de dag van vandaag vormt de Lycklama-collectie het hoogtepunt van het stadsmuseum. Het museum wordt beschouwd als een kenniscentrum inzake het Midden-Oosten, en met name inzake de Qajar dynastie. Er vinden regelmatig tentoonstellingen plaats rond dit thema, en steevast komt de eer toe aan het pionierswerk van Tinco Lycklama. Een deel van de collectie is in permanente bruikleen bij het Rijksmuseum van Oudheden te Leiden.

## Latere jaren en overlijden

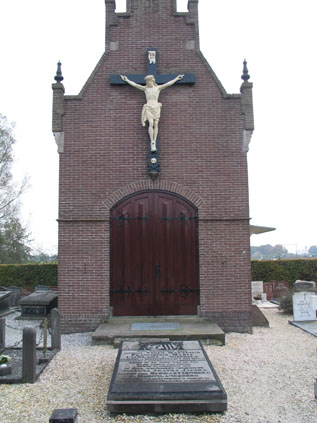
Lycklama kapel op begraafplaats Wolvega

Tinco Martinus Lycklama à Nijeholt en de barones toe Schwartzenberg bleven een gevestigde waarde te Cannes. Ze onderhielden hun banden met Nederland, waar zij talrijke zakelijke belangen hadden. Zowel in Nederland als in Frankrijk stonden zij bekend voor hun patronage en giften, met name ten gunste van kerken en kloosters.
Van hun vrijgevigheid genoot ook de Sint-Franciscusparochie in Wolvega, waarmee Tinco Martinus persoonlijke banden onderhield. Hij besloot aldaar zijn eigen kapel te bouwen op de parochiale begraafplaats, als toekomstige laatste rustplaats.
Tinco overleed op 7 december 1900, thuis in Cannes. Op 11 december had een grote plechtigheid plaats. Het hele stadsbestuur, de consulaire vertegenwoordigers van talrijke landen en talloze andere persoonlijkheden volgden de lijkkoets van de laatste Villa Lycklama naar de kerk van 'Notre-Dame-de-Bon-Voyage', waar een herdenkingsmis werd opgedragen. Burgemeester Jean Hibert zélf spreekt de lijkrede voor zijn nauwe vriend. Nadien vertrok de rouwstoet dwars door de stad naar het station van Cannes, waar de lijkkist nog dezelfde avond vertrok naar Wolvega. Cannes verloor een markant burger die een blijvende stempel heeft gedrukt op de stad.
De weduwe bleef wonen te Cannes tot ongeveer 1911, waarna ze definitief naar Nederland terugkeerde. Ze overleed te Leeuwarden in 1914 en werd op haar beurt bijgezet in de kapel te Wolvega.
In 2017 wijdde het museum te Cannes een tentoonstelling aan de reis van de 'chevalier Lycklama'. In de zomer van 2018 is deze tentoonstelling in het kader van Leeuwarden-Fryslân Culturele Hoofdstad van Europa te zien in het oude Grietenijhuis te Beetsterzwaag.